# Näveordningen
Näveordningen (Geraniales) är en liten ordning i trikolpaternas undergrupp rosider. Den största familjen är näveväxterna med fler än 800 arter. De övriga familjerna har tillsammans färre än 40 arter. De flesta växterna i Geraniales är örtartade, men det finns även buskar och små träd.
Ordningen har inte någon större ekonomisk betydelse. Några arter i släktet pelargoner odlas för sin aromatiska olja som används i parfymindustrin. Pelargoner är även vanliga prydnads- eller krukväxter. Andra arter, framför allt inom näveväxterna, har betydelse som trädgårds- eller medicinalväxter.
I nyare klassificeringssystem ingår följande familjer:
- Francoaceae
- Hypseocharitaceae
- Ledocarpaceae
- Melianthaceae
- Näveväxter (Geraniaceae)
- Vivianiaceae

Alternativt kan familjen Francoaceae ingå i Melianthaceae och Hypseocharitaceae ingå i näveväxterna.
I det äldre Cronquistsystemet var Geraniales sammansatt på ett helt annorlunda sätt och följande familjer ingick då:
- Balsaminväxter (Balsaminaceae, nu i Ericales)
- Harsyreväxter (Oxalidaceae, nu i Oxalidales)
- Krasseväxter (Troaeolaceae, nu i Brassicales)
- Näveväxter (Geraniaceae)
- Sumpörtsväxter (Limnanthaceae, nu i Brassicales)

Både Vivianiaceae och Ledocarpaceae ingick i näveväxterna och Hypseocharitaceae ingick i harsyreväxterna. Familjen Melianthaceae var placerad i Sapindales och Francoaceae ingick i stenbräckeväxterna som var placerad i Rosales.